# اورست سیونی
اورست سیونی (انگلیسی: Oreste Cioni; ۱۳ فوریهٔ ۱۹۱۳ – ۱ ژانویهٔ ۱۹۶۸) بازیکن فوتبال اهل ایتالیا بود.
از باشگاه‌هایی که در آن بازی کرده‌است می‌توان به باشگاه فوتبال ترنانا، باشگاه فوتبال پیزا، و باشگاه فوتبال روبور سیه‌نا اشاره کرد.